# Stockmann
Stockmann è una catena europea di supermercati di origine finlandese, operante prevalentemente nel nord Europa.
La società, attualmente quotata in borsa, è nata nel 1862 ed è impegnata nel settore della grande distribuzione organizzata.
Le tre divisioni di Stockmann sono la Department Store Division, Hobby Hall, specializzata nelle vendite on-line e catalogo, e Seppälä, i negozi di moda. Stockmann inoltre vendeva autovetture attraverso la Stockmann Auto, ma dovutamente alle nuove direttive EU concernenti la vendita di veicoli, la società ha preannunciato nei primi mesi del 2006 la volontà di dismettere la propria divisione auto in tre altri rivenditori concessionari. Stockmann opera in Finlandia, Estonia, Lettonia, Lituania e Russia.

## Storia

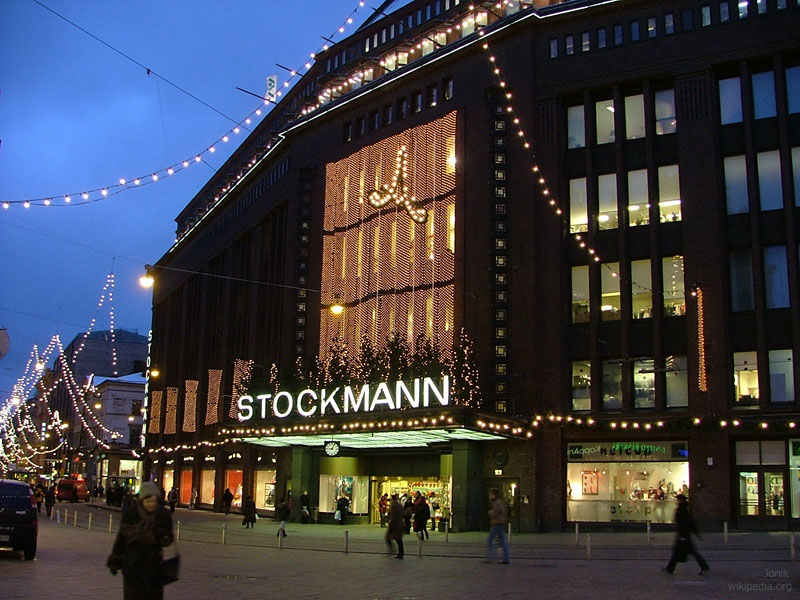
Le insegne del magazzino di Stockmann nel centro di Helsinki. È il più grande magazzino dei paesi nordici. Fotografato nel dicembre 2004, con luci e decorazioni di Natale

Stockmann fu fondata da Georg Franz Stockmann, un commerciante tedesco originario di Lubecca. Nel 1859 Stockmann divenne il direttore di un magazzino in Piazza del Senato a Helsinki.
Nel 1862 G.F. Stockmann acquisì la proprietà del magazzino e Stockmann era ufficialmente fondata. 
Nel 1902 la società cambiò denominazione in G.F. Stockmann Aktiebolag. I proprietari erano Stockmann ed i suoi due figli, Karl e Frans. Nel 1930 fu completata la costruzione del grande palazzo sede principale degli attuali grandi magazzini, con la realizzazione di porte girevoli, una fonta d'acqua e ascensori. Stockmann comprò nello stesso anno anche una libreria, la Akateeminen kirjakauppa.
La prima trasmissione televisiva in Finlandia è stata realizzata e trasmessa dai grandi magazzini Stockmann nel 1950. Nella stessa decade, Stockmann aprì un nuovo grande magazzino a Tampere. Nel 1982 Stockmann ha inaugurato un punto vendita a Turku. Nel 1986 furono ideati i "giorni pazzi" ("hullut päivät") che divennero presto un evento.
Nel 1996 venne inaugurato il primo punto vendita in Estonia, a Tallinn. Il primo supermercato a Mosca era già aperto nel 1989, ma su larga scala venne inaugurato solo nel 1998. Nel 2003 il primo grande magazzino veniva aperto a Riga.

## Punti vendita

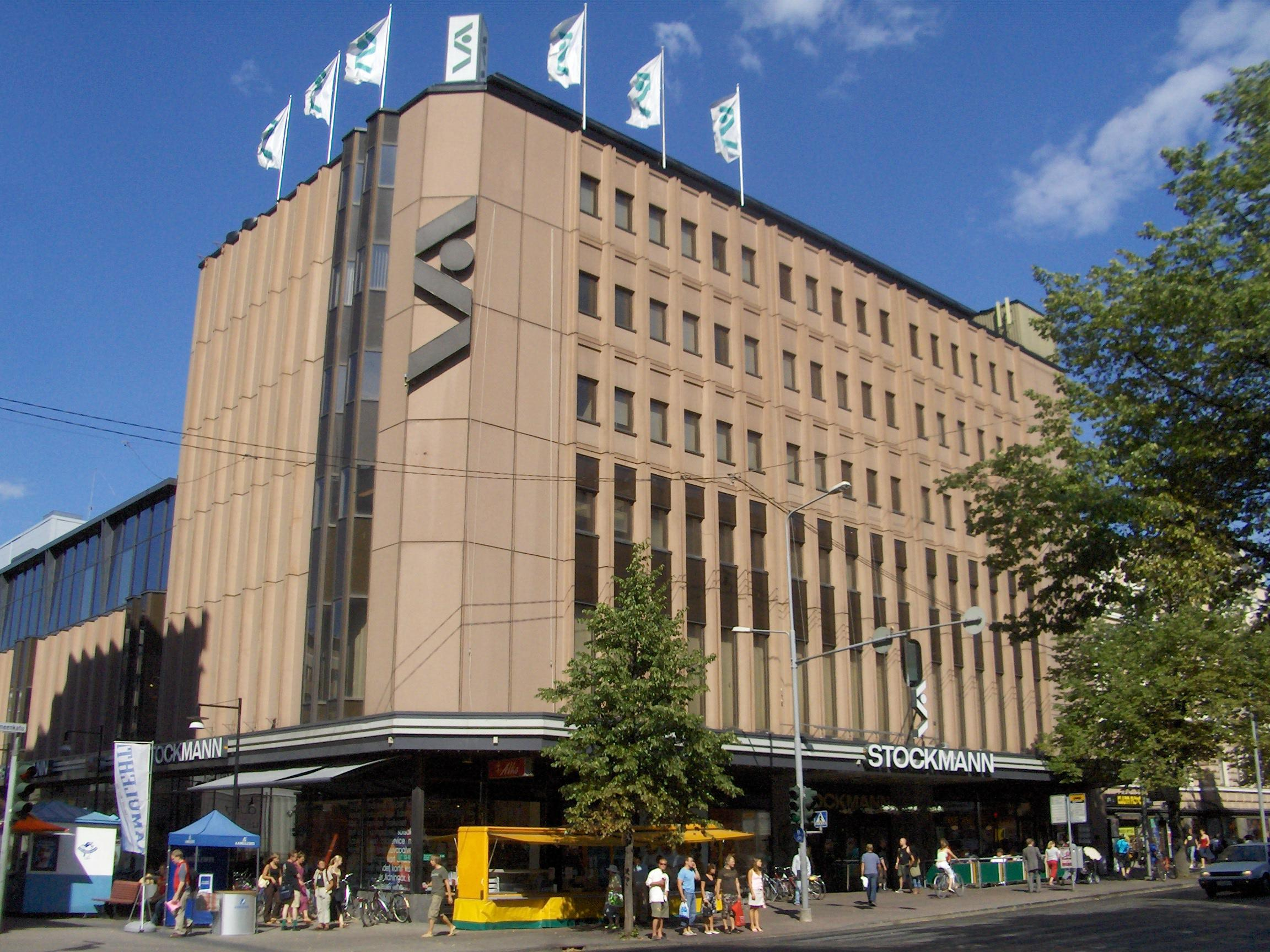
Department store Stockmann a Tampere

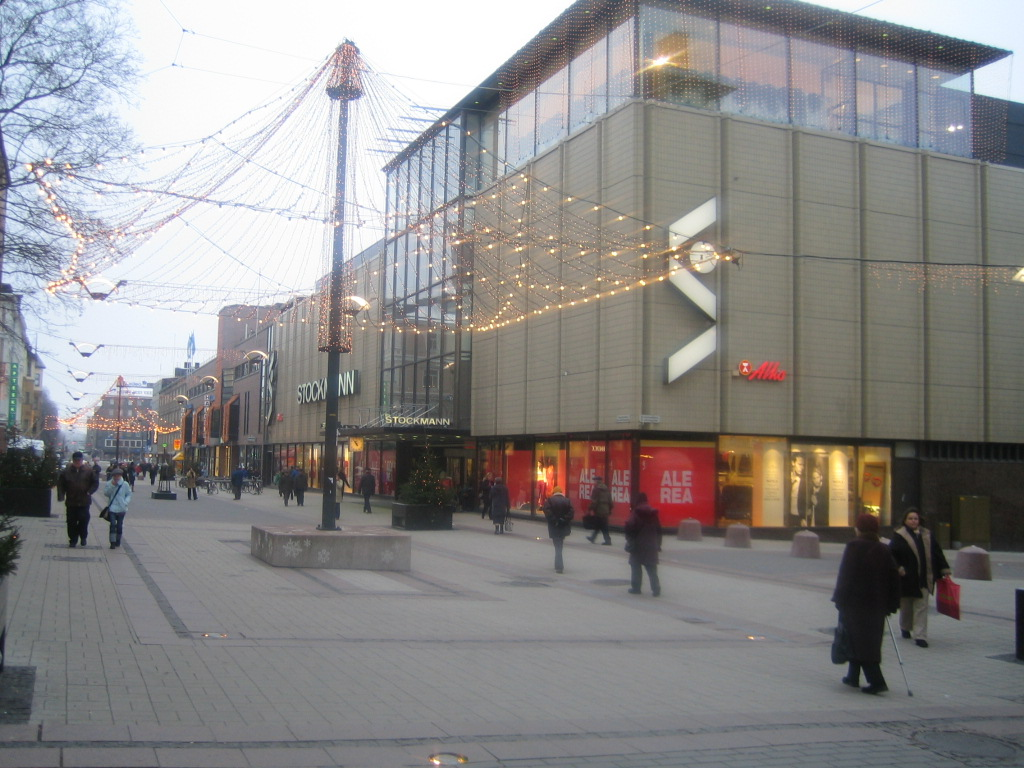
The Turku divisione di Stockmann. Fotografata da Yliopistonkatu nel tardo dicembre 2005.

Stockmann ha sette grandi magazzini, librerie accademiche e svariati punti vendita in Finlandia. I grandi magazzini Stockmann nel centro di Helsinki sono i più grandi dei paesi nordici. Stockmann ha punti vendita a Helsinki, Tampere, Espoo, Turku, Vantaa e Oulu in Finlandia ed anche a Tallinn (Estonia), Riga (Lettonia) e Mosca (Russia). In Russia ci sono inoltre altri 7 Zara stores e 3 Bestseller stores ed un outlet store a Mosca, e due negozi di specialità ed un Bestseller store a San Pietroburgo.

### Hobby Hall
Hobby Hall è la più grande azienda finlandese di vendite per corrispondenza ed on-line. Hobby Hall è la più grande azienda di vendite per corrispondenza anche in Estonia, con un punto vendita in Tallinn. 
Nell'aprile 2016, Stockmann ha annunciato la vendita di Hobby Hall a SGN Group.
Nel marzo 2018, Hobby Hall si è fusa con Hansapost, il più grande negozio online dell'Estonia, e nel gennaio 2019 le società sono state fuse in Hobby Hall Group OÜ.
Nel dicembre 2019, è stato riferito che la proprietà di Hobby Hall sarebbe stata completamente trasferita all'Estonia e l'estone Wraith Invest OÜ ora sarà proprietaria della società al 100%.

### Seppälä
Seppälä costituiva una delle più diffuse catene di negozi di moda in Finlandia, con oltre 120 negozi in Finlandia e 14 in Estonia. Inoltre, esistevano numerosi negozi Seppälä in Russia, Lettonia and Lituania. 
Stockmann ha venduto Seppälä a Eveliina e Timo Melentjeff nel 2015.
Seppälä Oy e Seppälä Finland Oy sono state dichiarate fallite il 15 settembre 2017.